# Matacapitanes
El «matacapitanes» era un tipo de esmeril bastardo (acortando su longitud para ser más manejable que los esmeriles «clásicos») de bronce fundido, de 8 onzas de bala, usado en las galeras españolas de la segunda mitad del siglo XVI. A diferencia de los falconetes, cuya función era causar daños personales en general, su función específica parecía ser penetrar los petos, morriones o rodelas, las armaduras llevadas por los oficiales y que eran «a prueba de arcabuz».
De cámara cerrada, y con una longitud total de 56,8 cm (ánima de 46,5 cm), con muñones en una horquilla de hierro con su correspondiente pinzote para encajarlo en un cirial del costado de la galera, se trata de una pieza única de artillería naval descubierta —sin inventariar— en el Archivo-Museo «Don Álvaro de Bazán» del palacio del marqués de Santa Cruz en Viso del Marqués, Ciudad Real y que previsiblemente perteneció a Álvaro de Bazán, primer marqués de Santa Cruz, quien estuvo al mando de treinta galeras en la batalla de Lepanto.